# رقص رقص (ترانه اینا)
«رقص رقص» تک‌آهنگی از هنرمند اهل رومانی اینا است که در سال ۲۰۱۵ میلادی منتشر شد.